# Лукавец Посавски
Лукавец Посавски је насељено место у саставу Града Сиска, Хрватска.

## Становништво
| Националност       | 1991.        |
| Хрвати             | 208 (95,85%) |
| Срби               | 0            |
| Југословени        | 0            |
| остали и непознато | 9 (4,14%)    |
| Укупно             | 217          |